# سازمان سرمایه‌گذاری کویت
سازمان سرمایه‌گذاری کویت (به انگلیسی: Kuwait Investment Authority) سازمان دولتی و شرکت سرمایه‌گذاری کویتی است، که وظیفه مدیریت بر صندوق ذخیره ارزی کشور کویت را برعهده دارد و در زمینه سرمایه‌گذاری خارجی و مدیریت سرمایه‌گذاری فعالیت می‌نماید.
سازمان سرمایه‌گذاری کویت در سال ۱۹۵۳ در پی اکتشاف نفت در کویت و با هدف مدیریت بر منابع مالی دولت کویت تأسیس شد. این سازمان هم‌اکنون با دارایی بیش از ۵۹۲ میلیارد دلار، در رتبه ششم از بزرگترین صندوق‌های ذخیره ارزی دولتی جهان قرار دارد.
سازمان سرمایه‌گذاری کویت دارای سهام در شمار زیادی از شرکت‌های چندملیتی می‌باشد، که برای نمونه می‌توان به: سیتی‌گروپ (۶٪)، مریل لینچ (۴٫۸٪)، دایملر آ گ (۷٫۶٪) و بی‌پی (۱٫۷٪) اشاره کرد. مقر اصلی این سازمان در شهر کویته، استان عاصمه قرار دارد و دفتر بین‌المللی آن نیز در شهر لندن، بریتانیا مستقر می‌باشد. رئیس هیئت مدیره سازمان سرمایه‌گذاری کویت، وزیر اقتصاد این کشور است و هیئت مدیره آن از وزیر انرژی، رئیس کل بانک مرکزی کویت، معاون وزیر اقتصاد و ۵ نفر کارشناس مرتبط تشکیل شده است.